# Mundulea pondoensis
Mundulea pondoensis är en ärtväxtart som beskrevs av Leslie Edward Wastell Codd. Mundulea pondoensis ingår i släktet Mundulea och familjen ärtväxter. Inga underarter finns listade i Catalogue of Life.